# Yeshivá Talmúdica de Filadelfia
La Yeshivá Talmúdica de Filadelfia (en inglés: Talmudical Yeshiva of Philadelphia) es una yeshivá ultraortodoxa mitnagdí situada en el barrio Overbrook de Filadelfia, en Pensilvania. Entre los directores de la escuela talmúdica se encuentra el rabino Shmuel Kamenetsky. La yeshivá fue fundada en 1953 a instancias del rabino Aharon Kotler, el director de la yeshivá Beth Medrash Govoha, situada en Lakewood, Nueva Jersey.

## Ubicación
La primera ubicación de la yeshivá fueron las calles 13 y Berks, en el vecindario Strawberry Mansion de Filadelfia. La yeshivá compró un nuevo edificio en el número 6040 de la carretera Drexel en Overbrook, en agosto de 1955.

## Alumnado
La yeshivá consta de una escuela secundaria que contiene un total de aproximadamente 100 estudiantes distribuidos en cuatro niveles de estudio y un Bet midrash para la educación continua de los estudiantes en edad universitaria. La mayoría del alumnado proviene de fuera del estado, principalmente del área de la ciudad de Nueva York, y casi todos los estudiantes residen en el dormitorio.

## Estudios talmúdicos
Tanto en el currículum de la escuela secundaria como en el Bet midrash tienen un gran peso los estudios talmúdicos, aunque la escuela secundaria brinda a sus graduados una educación secular totalmente acreditada.